# Bill Wurtz
Pour les articles homonymes, voir Wurtz.
Bill Wurtz est un auteur-compositeur-interprète, multi-instrumentiste et créateur de vidéos en ligne américain basé à New York.
Wurtz a publié son premier contenu sur YouTube en 2013. Il a créé un site Internet en 2014, présentant un catalogue de musiques et vidéos qu'il avait créées depuis 2002. Wurtz a publié ses vidéos sur le site Web de partage de vidéos abrégé Vine, où il s'est fait connaitre. Il a connu le succès sur YouTube avec ses documentaires d'animation, History of Japan (2016) et History of the entire World, i guess (2017).

## Vidéos surVine
Wurtz s'est d'abord fait connaître sur le site Web de partage de vidéos Vine,, où il a rapidement gagné des followers en 2014. Il a commencé par prendre de courtes vidéos qu'il avait précédemment publiées sur son site Web et à les rééditer pour s'adapter à la restriction de six secondes de Vine. Avant de passer entièrement sur YouTube, Wurtz mettait en ligne une vidéo sur Vine presque tous les jours. Le 11 avril 2016, Wurtz a remporté le Shorty Award pour Tech & Innovation: Weird à la huitième édition de Shorty Award ; au cours de la cérémonie de remise des prix, une attention particulière a été accordée à l'une de ses vidéos Vine, Je suis toujours un déchet . Son discours d'acceptation pour le prix a été particulièrement bref, alors qu'il se dirigeait vers le micro, a dit « Merci » et a immédiatement quitté la scène. Il a déclaré dans une vidéo sur son site Internet que c'était entièrement intentionnel, ayant été directement inspiré par un discours d'acceptation prononcé par André 3000.

## History of Japan
Malgré un certain intérêt pour Vine, Wurtz a gagné en popularité en 2016 avec History of Japan, une vidéo YouTube de neuf minutes qui décrit l'histoire du Japon. La vidéo couvre les événements clés de son histoire, « Le bouddhisme, les conflits internes, les alliances avec la Grande-Bretagne, les guerres mondiales, le largage de bombes atomiques et son miracle économique d'après-guerre sont tous abordés. » Il présente le style visuel et comique original de Wurtz à travers un mélange de narration et d'animation rapide, entrecoupé de courts jingles musicaux. La vidéo a été décrite comme « une nouvelle approche divertissante de l'éducation ». Elle est devenue virale sur les médias sociaux après sa sortie le 2 février 2016, et moins d'une semaine plus tard, a reçu plus de quatre millions de vues le 8 février. Elle a notamment reçu une attention considérable sur Tumblr et Reddit. Au 23 mars 2022, la vidéo comptait plus de 71 millions de vues.

## History of the entire World, i guess
Wurtz est surtout connu pour History of the entire World, i guess, une suite de 20 minutes à son histoire du Japon publiée le 10 mai 2017, qui développe considérablement le sujet - la vidéo a pris plus de 11 mois à être produite, y compris près de 3 mois de recherche - elle couvre brièvement les sujets d'histoire naturelle et de civilisation humaine s'étendant du Big Bang au futur proche. Elle est devenue virale après sa sortie. L'écrivain German Lopez pour le site d'actualités Vox a félicité le documentaire pour ne pas se concentrer fortement sur l'histoire occidentale et américaine, et couvrir avec succès d'autres domaines de l'histoire mondiale qui peuvent être négligés dans les écoles américaines, comme les pouvoirs en Chine, en Perse et en Inde. 
En février 2019, Wurtz a mis en ligne Wild Frolicking Adventures of Informational Education, une vidéo plus courte faisant référence implicitement à ses précédents documentaires d'histoire. 

## Vidéos musicales
Après avoir terminé les vidéos d'histoire, les clips musicaux sont devenus une partie importante de la production créative de Wurtz. Entre le 21 août et le 25 décembre 2018, neuf chansons avec des clips musicaux ont été publiées. Pendant cette période, Wurtz a travaillé selon un calendrier de deux semaines, publiant une nouvelle chanson et un clip vidéo. 

## Style
Wurtz emploie un style lo-fi jazz- pop dans sa musique, incorporant des éléments de Smooth jazz, de funk et d'Easy listening,. Dans l'ensemble, sa musique évoque le malaise, l'autodérision et un « brouillage des frontières entre ironie, parodie et honnêteté ». 
Wurtz est entièrement autodidacte en tant que musicien et n'a admis aucune formation formelle. 

## Collaborations
Wurtz est connu comme un artiste solo, jouant généralement tous les instruments de ses chansons. Dans le passé, il a rarement enregistré publiquement avec d'autres musiciens. Cependant, il a exprimé le désir de commencer à collaborer davantage, déclarant qu'il « est devenu incroyablement ennuyé de lui-même » et qu'il est « désespéré de collaborer avec autant de personnes que possible ».
Le 11 mars 2019, Wurtz est apparu à la batterie dans une vidéo du groupe de reprises Scary Pockets (un groupe de Jack Conte et Ryan Lerman). Ils ont interprété une reprise funk de la chanson Don't You Want Me de The Human League. Le 1er avril 2019, il a joué de la batterie avec Scary Pockets, cette fois sur la chanson You Get What You Give de New Radicals.

## Prix
| An   | Prix          | Catégorie                                       | Candidat   | Résultat |
| ---- | ------------- | ----------------------------------------------- | ---------- | -------- |
| 2016 | Shorty awards | Technologie et innovation: le meilleur de Weird | Bill Wurtz | Lauréat  |

## Discographie

### Vidéos musicales
Depuis mai 2014, Wurtz a publié de nombreux clips musicaux, suivant le même format que ses vidéos plus courtes. Il les a rendus disponibles sur sa chaîne YouTube : 
| Année | Nom                                               | Vues (en millions) |
| ----- | ------------------------------------------------- | ------------------ |
| 2014  | New Canaan                                        | 0,7                |
| 2014  | I like                                            | 0,34               |
| 2014  | Hey Jodie Foster                                  | 0,1                |
| 2015  | I'm crazy / it's raining                          | 1,3                |
| 2015  | You're free to do whatever you want to            | 1,7                |
| 2015  | I don't wanna go to school                        | 10                 |
| 2016  | Alphabet shuffle                                  | 7,2                |
| 2017  | I wanna be a movie star                           | 3,8                |
| 2017  | Outside                                           | 5,9                |
| 2018  | La de da de da de da de day oh                    | 12                 |
| 2018  | And the day goes on                               | 7,1                |
| 2018  | Hello sexy pants                                  | 3,1                |
| 2018  | Hallelujah                                        | 1,7                |
| 2018  | I'm Best Friends with my Own Front Door           | 2,8                |
| 2018  | Mount St. Helens is about to Blow Up              | 7,4                |
| 2018  | The Moon is made of Cheese (but i can't taste it) | 3,5                |
| 2018  | When I Get Older                                  | 2,3                |
| 2018  | Long long long journey                            | 2,8                |
| 2018  | Slow Down                                         | 2,1                |
| 2018  | Christmas isn't real                              | 2,1                |
| 2018  | I just did a bad thing                            | 8,1                |
| 2019  | At the airport terminal                           | 2,7                |
| 2019  | Might quit                                        | 12                 |
| 2021  | Here comes the sun                                | 7,3                |
| 2021  | I'm a princess                                    | 2,7                |
| 2021  | Got some money                                    | 2,6                |
| 2021  | More than a dream                                 | 1,02               |